# Moroi Saburō
Moroi Saburō (jap. 諸井三郎; * 7. August 1903 in Tokio; † 24. März 1977 ebenda) war ein japanischer Komponist.

## Leben
Moroi wuchs in einer Großindustriellen-Familie auf. Sein Vater Moroi Tsunehei war der Gründer der Chichibu Cement Company Limited, die später von seinem Bruder Moroi Kan’ichi geleitet wurde. Er studierte an der Universität von  Tokio und hatte Klavierunterricht bei Willy Bardas und Leonid Kochanski.
Mit Freunden gründete Moroi Saburō 1930 die Gruppe Surya, die sich der Aufführung der Werke junger zeitgenössischer Komponisten widmete. Der Gruppierung schlossen sich auch junge Literaten wie Kawakami Tetsutarō, Kobayashi Hideo, Nakahara Chūya, Miyoshi Tatsuji, Kon Hidemi, Ōoka Shōhei und Nakajima Kenzō an. Zwischen 1932 und 1934 studierte Moroi an der Hochschule für Musik in Berlin Komposition bei Leo Schrattenholz, Max Trapp und Walter Gmeindl. – 1936 nahm er an dem Kunstwettbewerb anlässlich der Olympischen Spiele in Berlin mit einer Komposition teil. Sein Beitrag wurde jedoch nicht prämiert.
Moroi Saburō hatte wesentlichen Anteil an der Neuorganisation des Musikunterrichtswesens in Japan. Von 1965 bis 1976 war er Intendant des Städtischen Orchesters von Tokio, danach Leiter der Musikabteilung der Universität Kawasaki. Er komponierte fünf Sinfonien und eine Sinfonietta, ein Klavier- und ein Cellokonzert, kammermusikalische Werke und Lieder.
Morois ältester Sohn war der Unternehmer Moroi Ken (1928–2006).

## Werke
- 1923 Klaviersonate in d-Moll
- 1926 Klaviersonate Nr. 1 in D-dur
- 1927 Cellosonate Nr. 1
- 1927 Klaviersonate Nr. 2 in as-Moll
- 1927 Klaviertrio in h-Moll
- 1928 Violinsonate Nr. 1
- 1928 Klaviersonate Nr. 3
- 1928 Cellosonate Nr. 2
- 1929 Cellosonate Nr. 3
- 1929 Klaviersonate Nr. 4
- 1929 Violinsonate Nr. 2
- 1930 Klavierquintett
- 1930 Präludium für Klavier
- 1931 Klaviersonate Nr. 5
- 1933 Sinfonie Nr. 1
- 1933 Klaviersonate Nr. 1 in C-dur
- 1933 Streichquartett
- 1933 Klavierkonzert Nr. 1
- 1934 Klavierquartett
- 1935 Sonate für Bratsche und Klavier
- 1936 Cellokonzert
- 1937 Fagottkonzert
- 1937 Sonate für Flöte und Klavier
- 1938 Sinfonie Nr. 2
- 1939 Violinkonzert
- 1939 Streichsextett
- 1939 Streichtrio
- 1939 Klaviersonate Nr. 2
- 1942 Suite für Klavier
- 1943 Sinfonietta für Kinden
- 1944 Sinfonie Nr. 3
- 1947 Allegro für Klavier und Orchester
- 1951 Sinfonie Nr. 4
- 1970 Sinfonie Nr. 5
- 1977 Klavierkonzert Nr. 2
- 1977 Sonate für Horn und Klavier